# 韩明淑
韩明淑（：／ Han Myeong-Suk，1944年3月24日—），韩国国会议员(議席位於京畿道一山區)、韩国妇女运动领导人物，第37任韩国總理。她也是韩国建国以来的第一位女性總理。她自稱為並用父母姓氏的「韓李明淑」，這類名字在韓國主要是由女權人士使用（類似的例子有同樣為民主黨系議員的梁李媛瑛、南尹仁順等）。
韩明淑生於平壤，幼年随父母离开平壤，来到三八线南部。
韩明淑毕业于韩国梨花女子大学法语和法国文学专业，梨花女子大學大學院女性學碩士，1989年－1994年曾任韩国女性民友会会长、韩国女性团体联盟副会长、新千年民主党女性委员长、执政党开放国民党常任中央委员等职务。

## 国会
2000年在大韩民国第16届国会議員選舉，新千年民主党当選为国会議員，2001年初入閣，任女性部部長，2003年－2004年任環境部部長。2004年再次当选韩国第17届国会議員。

## 总理
2006年3月24日，韩明淑得到韩国总统卢武铉提名，接替辞职的李海瓒担任韩国总理。2006年4月19日，韩国国会以187票赞成、77票反对、2票弃权通过该项议案。
韩明淑于2006年4月20日正式就職，她也是韩国建国以来的第一位女总理。
韩明淑于2007年3月7日宣布离去总理之职。
2007年6月18日，韓明淑宣布將會參加12月的2007年韩国總統選舉。

## 争议
2009年12月18日，韓明淑因涉嫌受賄五萬美金又不接受調查，被韓國檢方逮捕。12月22日，韩国首尔中央地方检察厅以涉嫌收受5万美元贿赂对韩明淑提起诉讼。2010年4月，韩明淑被判无罪。
2010年6月，韩明淑以民主党候选人身份参加首爾特別市市长选举，以微弱劣势输给大国家党候选人吴世勋。
2011年10月，由于指控证据不足，韩明淑第二起受贿案也獲得无罪判決。
2012年，再次当选韩国第18届国会議員。
2013年，韩明淑第二起受贿案二審翻盤，雖然證人說詞反覆，但間接證據均指向韓明淑的確收錢，遭判處2年有期徒刑並歸還8.8億韓元，韓明淑再次上訴。2015年，最高法院駁回上訴，韓明淑依法遭剝奪議員資格，刑滿出獄後10年內將不得競選國會議席。她也成為第一位因案入獄的前南韓總理。

## 選舉履歷
| 年度 | 選舉屆數       | 選舉區               | 所屬政黨     | 得票數    | 得票率 | 當選標記 | 備註           |
| ---- | -------------- | -------------------- | ------------ | --------- | ------ | -------- | -------------- |
| 2000 | 第16屆國會選舉 | 全国区               | 新千年民主党 | 6,780,625 | 35.90% |          | 全国区第5位    |
| 2004 | 第17屆國會選舉 | 京畿道高陽市一山區甲 | 开放国民党   | 48,286    | 49.00% |          |                |
| 2008 | 第18屆國會選舉 | 京畿道高陽市一山區甲 | 統合民主黨   | 37,902    | 43.83% |          |                |
| 2010 | 第5屆地方選舉  | 首尔市长             | 民主黨       | 2,059,715 | 46.83% |          |                |
| 2012 | 第19屆國會選舉 | 比例代表             | 民主統合黨   | 7,777,123 | 36.45% |          | 比例代表第15位 |